# Acartia hudsonica
Acartia hudsonica är en kräftdjursart som beskrevs av Elliot C.G. Pinhey 1926. Acartia hudsonica ingår i släktet Acartia och familjen Acartiidae. Inga underarter finns listade i Catalogue of Life.